# 1955–1956-os bajnokcsapatok Európa-kupája
Az 1955–1956-os bajnokcsapatok Európa-kupája volt a legrangosabb európai kupasorozat első szezonja. 16 csapat (köztük 1 magyar) vett részt a küzdelemben.
A torna négy fordulóból állt, a lebonyolítás pedig oda-visszavágós alapon zajlott. A döntőt 1956. június 13-án játszották a párizsi Parc des Princes stadionban. A trófeát a Real Madrid hódította el, miután a döntőben 4–3-ra legyőzte a francia Stade Reims együttesét.

## Eredmények

### Nyolcaddöntő
| 1. csapat      | Össz. | 2. csapat         | 1. mérk. | 2. mérk. |
| -------------- | ----- | ----------------- | -------- | -------- |
| Sporting       | 5–8   | Partizan          | 3–3      | 2–5      |
| Vörös Lobogó   | 10–4  | Anderlecht        | 6–3      | 4–1      |
| Servette       | 0–7   | Real Madrid       | 0–2      | 0–5      |
| Rot-Weiß Essen | 1–5   | Hibernian         | 0–4      | 1–1      |
| Djurgården     | 4–1   | Gwardia Warszawa  | 0–0      | 4–1      |
| Aarhus GF      | 2–4   | Stade Reims       | 0–2      | 2–2      |
| Rapid Wien     | 6–2   | PSV Eindhoven     | 6–1      | 0–1      |
| AC Milan       | 7–5   | 1. FC Saarbrücken | 3–4      | 4–1      |

#### 1. mérkőzések
| 1955. szeptember 4. |

| Sporting                 | 3–3   | Partizan                      |
| ------------------------ | ----- | ----------------------------- |
| Martins 14' 78' Quim 65' | (1–1) | Milutinović 45' 50' Bobek 73' |

| Estádio Nacional, Lisszabon Nézőszám: 30 000 Játékvezető: Harzic (francia) |

| 1955. szeptember 7. |

| Vörös Lobogó                                             | 6–3   | Anderlecht                          |
| -------------------------------------------------------- | ----- | ----------------------------------- |
| Szimcsák 8' Palotás 25' 59' 80' Hidegkuti 28' Sándor 83' | (3–2) | Vanderwilt 7' van den Bosch 39' 70' |

| Hungária körút, Budapest Nézőszám: 35 000 Játékvezető: Friedrich Mayer (osztrák) |

| 1955. szeptember 8. |

| Servette | 0–2   | Real Madrid        |
| -------- | ----- | ------------------ |
|          | (0–0) | Munoz 74' Rial 89' |

| Charmilles Stadion, Genf Nézőszám: 7 000 Játékvezető: Sautelle (francia) |

| 1955. szeptember 14. |

| Rot-Weiß Essen | 0–4   | Hibernian                              |
| -------------- | ----- | -------------------------------------- |
|                | (0–1) | Turnbull 35' 53' Reilly 53' Ormond 81' |

| Georg-Melches Stadion, Essen Nézőszám: 5 000 Játékvezető: Bronkhorst (holland) |

| 1955. szeptember 20. |

| Djurgården | 0–0   | Gwardia Warszawa |
| ---------- | ----- | ---------------- |
|            | (0–0) |                  |

| Olimpiai stadion, Stockholm Nézőszám: 3 574 Játékvezető: Ellis (angol) |

| 1955. szeptember 21. |

| Aarhus GF | 0–2   | Stade Reims     |
| --------- | ----- | --------------- |
|           | (0–1) | Glovacki 7' 72' |

| Atletion, Aarhus Nézőszám: 18 000 Játékvezető: Schipper (holland) |

| 1955. szeptember 21. |

| Rapid Wien                                               | 6–1   | PSV Eindhoven |
| -------------------------------------------------------- | ----- | ------------- |
| Körner 12' 62' 81' Mehsarosch 55' Hanappi 56' Probst 60' | (1–1) | Fransen 18'   |

| Pfarrwiese, Bécs Nézőszám: 10 000 Játékvezető: Schmetzer (NSZK) |

| 1955. november 1. |

| AC Milan                                  | 3–4   | 1. FC Saarbrücken                              |
| ----------------------------------------- | ----- | ---------------------------------------------- |
| Frignani 15' Schiaffino 33' dal Monte 37' | (3–2) | Krieger 5' Philippi 43' Schirra 67' Martin 69' |

| San Siro, Milánó Nézőszám: 18 000 Játékvezető: Dienst (svájci) |

#### 2. mérkőzések
| 1955. október 12. |

| Real Madrid                                         | 5–0   | Servette |
| --------------------------------------------------- | ----- | -------- |
| Di Stéfano 29' 61' Joseíto 44' Rial 46' Molowny 54' | (2–0) |          |

| Santiago Bernabéu stadion, Madrid Nézőszám: 40 318 Játékvezető: Pieri (olasz) |

Továbbjutott a Real Madrid 7–0-s összesítéssel.
| 1955. október 12. |

| Partizan                              | 5–2   | Sporting        |
| ------------------------------------- | ----- | --------------- |
| Milutinović 15' 29' 64' 74' Jocić 88' | (2–0) | Brandao 49' 77' |

| Partizan Stadion, Belgrád Nézőszám: 15 000 Játékvezető: Dankó (magyar) |

Továbbjutott a Partizan 8–5-ös összesítéssel.
| 1955. október 12. |

| Hibernian   | 1–1   | Rot-Weiß Essen |
| ----------- | ----- | -------------- |
| Buchanan 5' | (1–0) | Abromeit 47'   |

| Easter Road, Edinburgh Nézőszám: 30 000 Játékvezető: Ellis (angol) |

Továbbjutott a Hibernian 5–1-es összesítéssel.
| 1955. október 12. |

| Gwardia Warszawa | 1–4   | Djurgården                       |
| ---------------- | ----- | -------------------------------- |
| Baszkiewicz 14'  | (1–4) | Eriksson 5' 17' 22' Sandberg 29' |

| Wojska Polskiego Stadion, Varsó Nézőszám: 25 000 Játékvezető: Harzic (francia) |

Továbbjutott a Djurgården 4–1-es összesítéssel.
| 1955. október 19. |

| Anderlecht       | 1–4   | Vörös Lobogó                                    |
| ---------------- | ----- | ----------------------------------------------- |
| van den Bosch 3' | (1–1) | Hidegkuti 25' Lantos 78' Palotás 85' Kovács 86' |

| Émile Versé Stadion, Anderlecht Nézőszám: 33 000 Játékvezető: Bronkhorst (holland) |

Továbbjutott a Vörös Lobogó 10–4-es összesítéssel.
| 1955. október 26. |

| Stade Reims             | 2–2   | Aarhus GF                  |
| ----------------------- | ----- | -------------------------- |
| Glovacki 47' Bliard 60' | (0–0) | Jensen 77' Bjerregaard 80' |

| Stade Auguste Delaune, Reims Nézőszám: 5 845 Játékvezető: Bond (angol) |

Továbbjutott a Stade Reims 4–2-es összesítéssel.
| 1955. november 1. |

| PSV Eindhoven | 1–0   | Rapid Wien |
| ------------- | ----- | ---------- |
| Fransen 9'    | (1–0) |            |

| Philips Stadion, Eindhoven Nézőszám: 8 000 Játékvezető: Smidts (belga) |

Továbbjutott a Rapid Wien 6–2-es összesítéssel.
| 1955. november 23. |

| 1. FC Saarbrücken | 1–4   | AC Milan                                  |
| ----------------- | ----- | ----------------------------------------- |
| Binkert 32'       | (1–1) | Valli 8' 77' Puff 75' (öngól) Beraldo 86' |

| Ludwigspark Stadion, Saarbrücken Nézőszám: 15 000 Játékvezető: Schipper (holland) |

Továbbjutott a AC Milan 7–5-ös összesítéssel.

### Negyeddöntő
| 1. csapat   | Össz. | 2. csapat    | 1. mérk. | 2. mérk. |
| ----------- | ----- | ------------ | -------- | -------- |
| Djurgården  | 1–4   | Hibernian    | 1–3      | 0–1      |
| Stade Reims | 8–6   | Vörös Lobogó | 4–2      | 4–4      |
| Real Madrid | 4–3   | Partizan     | 4–0      | 0–3      |
| Rapid Wien  | 3–8   | AC Milan     | 1–1      | 2–7      |

#### 1. mérkőzések
| 1955. november 23. |

| Djurgården | 1–3   | Hibernian                                  |
| ---------- | ----- | ------------------------------------------ |
| Eklund 1'  | (1–1) | Combe 18' Mulkerrin 49' Olsson 86' (öngól) |

| Firhill Park, Glasgow Nézőszám: 21 962 Játékvezető: Ellis (angol) |

| 1955. december 14. |

| Stade Reims                             | 4–2   | Vörös Lobogó                      |
| --------------------------------------- | ----- | --------------------------------- |
| Glovacki 14' Leblond 33' 57' Bliard 42' | (2–1) | Szolnok 34' Lantos 77' (11-esből) |

| Parc des Princes, Párizs Nézőszám: 36 088 Játékvezető: Dienst (svájci) |

| 1955. december 25. |

| Real Madrid                              | 4–0   | Partizan |
| ---------------------------------------- | ----- | -------- |
| Castano 12' 23' Gento 36' Di Stéfano 70' | (3–0) |          |

| Santiago Bernabéu stadion, Madrid Nézőszám: 105 532 Játékvezető: Harzic (francia) |

| 1956. január 18. |

| Rapid Wien            | 1–1   | AC Milan    |
| --------------------- | ----- | ----------- |
| Körner 26' (11-esből) | (1–1) | Nordahl 20' |

| Pfarrwiese, Bécs Nézőszám: 18 000 Játékvezető: Vlček (csehszlovák) |

#### 2. mérkőzések
| 1955. november 28. |

| Hibernian    | 1–0   | Djurgården |
| ------------ | ----- | ---------- |
| Turnbull 70' | (0–0) |            |

| Easter Road, Edinburgh Nézőszám: 31 346 Játékvezető: Ellis (angol) |

Továbbjutott a Hibernian 4–1-es összesítéssel.
| 1955. december 28. |

| Vörös Lobogó                                         | 4–4   | Stade Reims                            |
| ---------------------------------------------------- | ----- | -------------------------------------- |
| Lantos 11' (11-esből) 74' (11-esből) Palotás 53' 82' | (1–3) | Glovacki 6' Bliard 20' 44' Templin 52' |

| Hungária körút, Budapest Nézőszám: 35 000 Játékvezető: Husband (angol) |

Továbbjutott a Stade Reims 8–6-os összesítéssel.
| 1956. január 29. |

| Partizan                                      | 3–0   | Real Madrid |
| --------------------------------------------- | ----- | ----------- |
| Milutinović 24' 87' Mihajlović 46' (11-esből) | (1–0) |             |

| Partizan Stadion, Belgrád Nézőszám: 40 000 Játékvezető: Gulde (svájci) |

Továbbjutott a Real Madrid 4–3-as összesítéssel.
| 1956. február 12. |

| AC Milan                                                                | 7–2   | Rapid Wien             |
| ----------------------------------------------------------------------- | ----- | ---------------------- |
| Mariani 15' Nordahl 23' 50' Ricagni 26' 63' Frignani 56' Schiaffino 75' | (3–1) | Golobic 35' Dienst 59' |

| San Siro, Milánó Nézőszám: 35 000 Játékvezető: Horn (holland) |

Továbbjutott a AC Milan 8–3-as összesítéssel.

### Elődöntő
| 1. csapat   | Össz. | 2. csapat | 1. mérk. | 2. mérk. |
| ----------- | ----- | --------- | -------- | -------- |
| Stade Reims | 3–0   | Hibernian | 2–0      | 1–0      |
| Real Madrid | 5–4   | AC Milan  | 4–2      | 1–2      |

#### 1. mérkőzések
| 1956. április 4. |

| Stade Reims            | 2–0   | Hibernian |
| ---------------------- | ----- | --------- |
| Leblond 67' Bliard 89' | (0–0) |           |

| Parc des Princes, Párizs Nézőszám: 35 486 Játékvezető: Asensi (spanyol) |

| 1956. április 19. |

| Real Madrid                                  | 4–2   | AC Milan                  |
| -------------------------------------------- | ----- | ------------------------- |
| Rial 6' Joseíto 25' Olsen 40' Di Stéfano 62' | (3–2) | Nordahl 9' Schiaffino 30' |

| Santiago Bernabéu stadion, Madrid Nézőszám: 129 690 Játékvezető: Harzic (francia) |

#### 2. mérkőzések
| 1956. április 18. |

| Hibernian | 0–1   | Stade Reims  |
| --------- | ----- | ------------ |
|           | (0–0) | Glovacki 57' |

| Easter Road, Edinburgh Nézőszám: 44 941 Játékvezető: Ellis (angol) |

Továbbjutott a Stade Reims 3–0-s összesítéssel.
| 1956. május 1. |

| AC Milan                                | 2–1   | Real Madrid |
| --------------------------------------- | ----- | ----------- |
| Dal Monte 69' (11-esből) 86' (11-esből) | (0–0) | Joseíto 65' |

| San Siro, Milánó Nézőszám: 30 000 Játékvezető: Steiner (osztrák) |

Továbbjutott a Real Madrid 5–4-es összesítéssel.

### Döntő
| 1956. június 13. |

| Real Madrid                               | 4–3   | Stade Reims                        |
| ----------------------------------------- | ----- | ---------------------------------- |
| Di Stéfano 14' Rial 30' 79' Marquitos 67' | (2–2) | Leblond 6' Templin 10' Hidalgo 62' |

| Parc des Princes, Párizs Nézőszám: 38 239 Játékvezető: Ellis (angol)) |

| Az 1955–56-os bajnokcsapatok Európa-kupájának győztese |
| Real Madrid 1. cím                                     |
| -                                                      |
| Real Madrid 1956–57 ›                                  |

## Góllövőlista
| #  | Név                | Csapat       | Gólok |
| -- | ------------------ | ------------ | ----- |
| 1. | Miloš Milutinović  | Partizan     | 8     |
| 2. | Palotás Péter      | Vörös Lobogó | 6     |
| 2. | Léon Glovacki      | Stade Reims  | 6     |
| 4. | René Bliard        | Stade Reims  | 5     |
| 4. | Héctor Rial        | Real Madrid  | 5     |
| 4. | Alfredo Di Stéfano | Real Madrid  | 5     |
| 7. | Lantos Mihály      | Vörös Lobogó | 4     |
| 7. | Gunnar Nordahl     | AC Milan     | 4     |
| 7. | Michel Leblond     | Stade Reims  | 4     |

## Lásd még
- 1955–1958-as vásárvárosok kupája